# Bromoclorodifluorometà

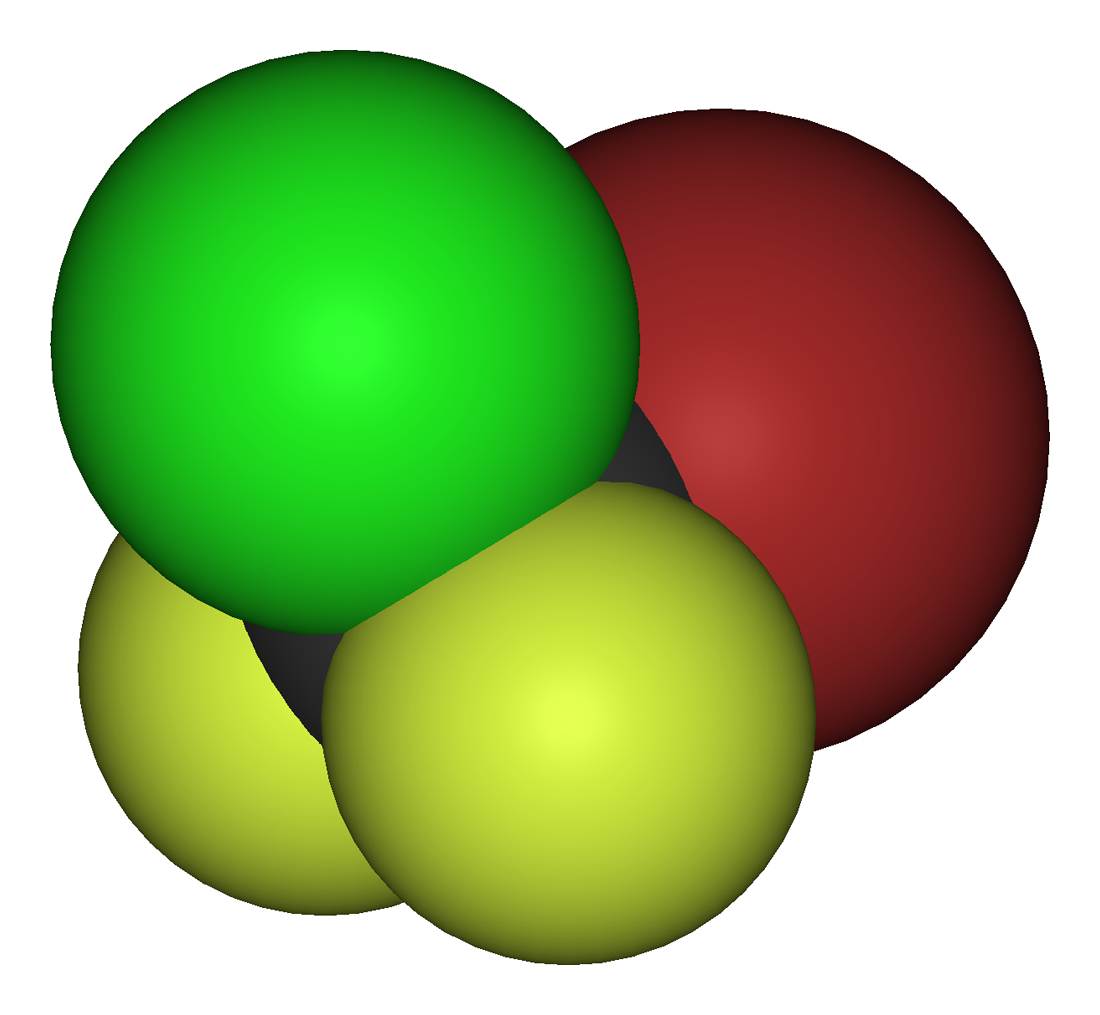
Bromoclorodifluorometà

El bromoclorodifluorometà (BCF), també conegut pels números de codi haló 1211 i freó 12B1, és un compost orgànic derivat del metà (CH4), específicament d'un haloalcà, amb la fórmula química CF2ClBr. S'utilitza per a la supressió d'incendis, especialment per a equips o articles cars que podrien ser danyats pels residus d'altres tipus d'extintors.

## Història
Els haloalcans bromats es van utilitzar per primera vegada durant la Segona Guerra Mundial en extintors d'avions i tancs. Aquest gas es va introduir com a agent extintor d'incendis amb gas eficaç a mitjans dels anys seixanta per emprar-lo al voltant de materials de gran valor en llocs com museus, sales centrals i centrals telefòniques. El bromoclorodifluorometà també es va usar àmpliament en indústries marines, sales de màquines de vaixells i també en la indústria del transport en vehicles. La seva eficiència com a agent extintor d'incendis també l'ha portat a ser l'opció predominant en avions comercials i normalment es troba en contenidors cilíndrics portàtils. Té una toxicitat menor que els productes químics com el tetraclorur de carboni i, com que és un compost covalent, no forma ions conductors, per la qual cosa es pot utilitzar en equips elèctrics.

## Propietats
El bromoclorodifluorometà és un gas incolor, no és inflamable i és lleugerament tòxic per inhalació. Pot asfixiar amb el desplaçament de l'aire. El seu punt d'ebullició és -3,7 °C i el de fusió és -159,5 °C. La seva densitat és d'1,850 g/cm³. No és soluble en aigua. L'exposició de l'envàs a la calor o al foc perllongada pot provocar que es trenqui violentament i es dispari.

## Preparació
El bromoclorodifluorometà se sintetitza comercialment en un procés de dos passos a partir del cloroform. El cloroform està fluorat amb fluorur d'hidrogen. El clorodifluorometà resultant es fa reaccionar amb brom elemental a 400-600 °C, amb un temps de reacció limitat a uns tres segons. El rendiment global és superior al 90%.
Es pot preparar amb un rendiment del 91% escalfant clorodifluoroacetat d'argent amb brom a 180–260 °C.
{\displaystyle {\ce {CClF2CO2Ag + Br2 -> CBrClF2 + CO2 + AgBr}}}
A més, la reacció de la 1,3-dicloro-1,1,3,3-tetrafluoroacetona amb brom a 580–650 °C i altres reaccions donen bromoclorodifluorometà.
{\displaystyle {\ce {CHClF2 + Br2 + O2 -> CBrClF2 + CBr2F2 + CHClF2}}}

## Usos

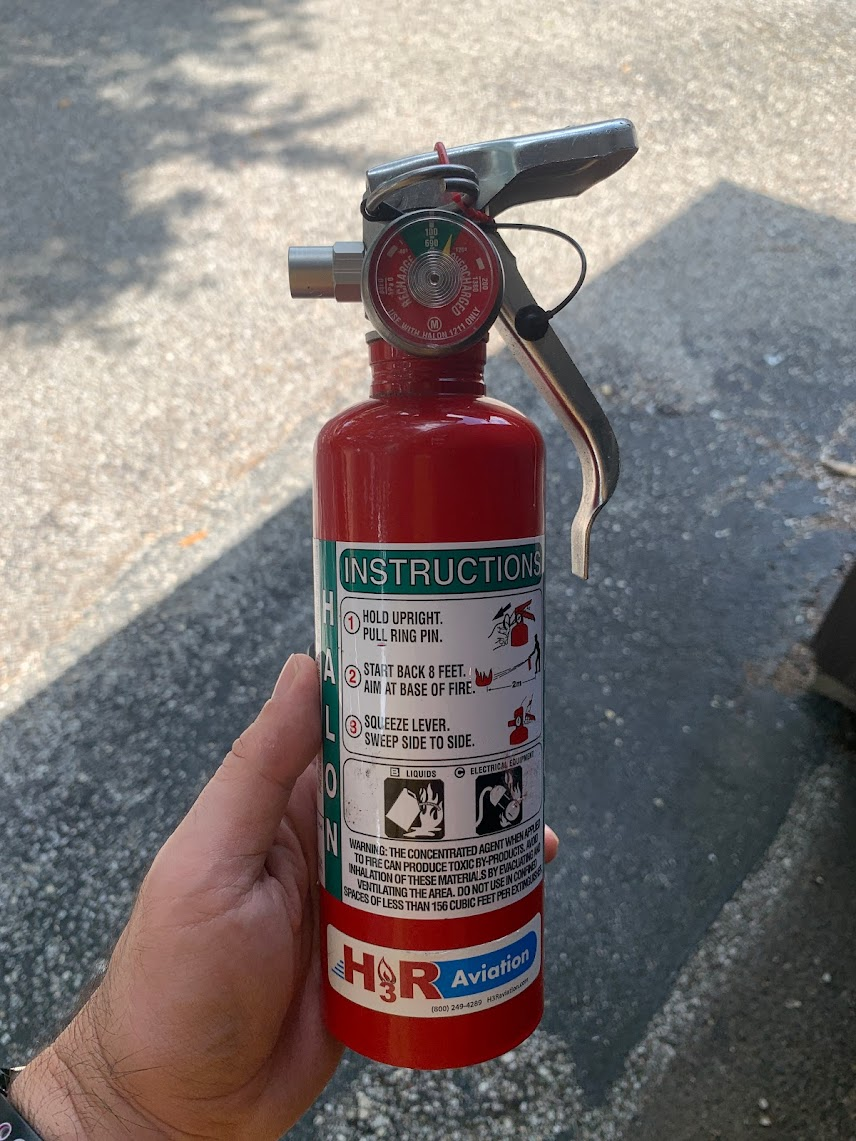
Un extintor portàtil d'aviació d'haló 1211, EUA, 2015.

La producció de bromoclorodifluorometà i clorofluorocarburs similars està prohibida a la majoria dels països des de l'1 de gener de 1994 com a part del Protocol de Montreal sobre substàncies que esgoten la capa d'ozó. No obstant això, el reciclatge del bromoclorodifluorometà permet que es mantingui en ús, encara que la disponibilitat de peces es limita a uns quants fabricants i pot ser un problema. Encara s'utilitza àmpliament als Estats Units, malgrat el seu alt cost, sent l'exèrcit dels EUA el principal usuari. Europa i Austràlia n'han prohibit el seu ús per a totes les aplicacions menys “crítiques”, com ara l'aviació, l'exèrcit i la policia.
La fabricació d'extintors d'halons 1211 homologats per UL havia de cessar l'octubre de 2009. La llista futura encara està en discussió. L'Halotron I, l'agent extintor de substitució, requereix un volum més gran per obtenir les mateixes qualificacions que l'1211.
El bromoclorodifluorometà es va emprar principalment com a agent extintor, a causa del seu caràcter dielèctric (no provoca danys als equips electrònics). Té un alt poder d'extinció, no és conductor de l'electricitat i presenta una bona visibilitat en el seu ús a l'extinció, per la qual cosa és un dels agents extintors més eficaços. Tot i això, el seu ús està prohibit, a excepció d'alguns casos molt específics (recollits al Reglament (CE) 1005/2009) a causa de l'alta nocivitat d'aquests gasos per a la capa d'ozó de l'atmosfera terrestre.

## Toxicitat
La substància pot entrar al cos per inhalació. Els símptomes són somnolència o inconsciència i pot congelar la pell quan està en contacte amb el líquid. Té una LC50 (rates) = 200 000 ppm/15min.

## Conseqüències ambientals

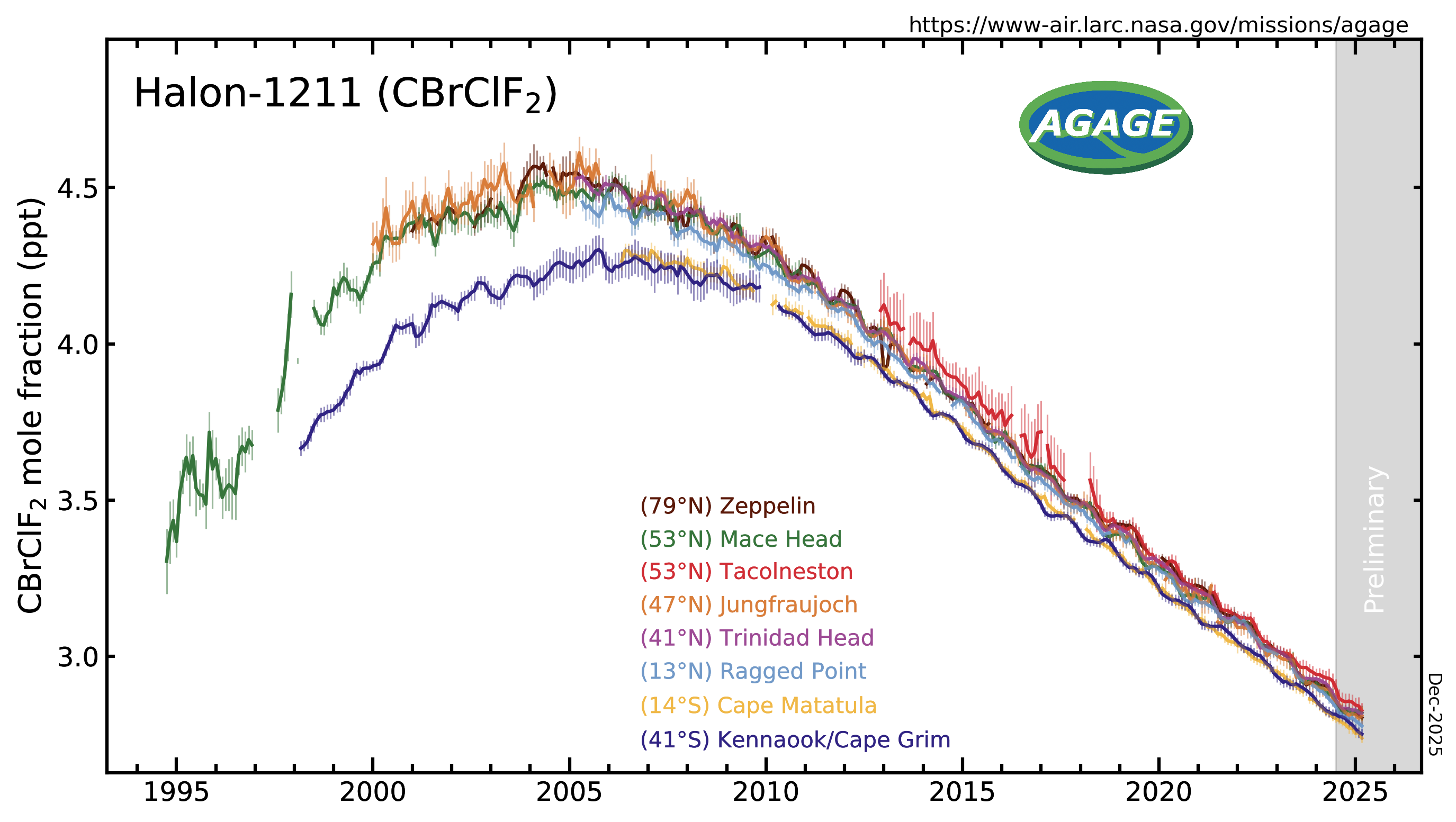
H-1211 mesurat per l'Experiment Advanced Global Atmospheric Gases Experiment (AGAGE) a la troposfera a estacions de tot el món. Les abundàncies es donen com a fraccions molars mitjanes mensuals lliures de contaminació en ppb.

Depenent de la varietat, és de 3 (haló-1211) a 10 vegades (haló-1301) més nociu per a la capa d'ozó que els CFC. Actualment, només l'haló és responsable del 20 % de la destrucció de l'ozó. Segons l'esmena de Copenhaguen (1992) al Protocol de Montreal sobre substàncies que esgoten la capa d'ozó, els països industrialitzats haurien d'haver aturat la producció el 1994. Però els països en desenvolupament només el 2010. La Xina augmenta la seva producció d'haló-1211 a 200 tones anuals en lloc de reduir-lo. Aquest país és responsable del 90% de la producció mundial d'aquest gas.